# Donnersbergerstraße 50 (München)

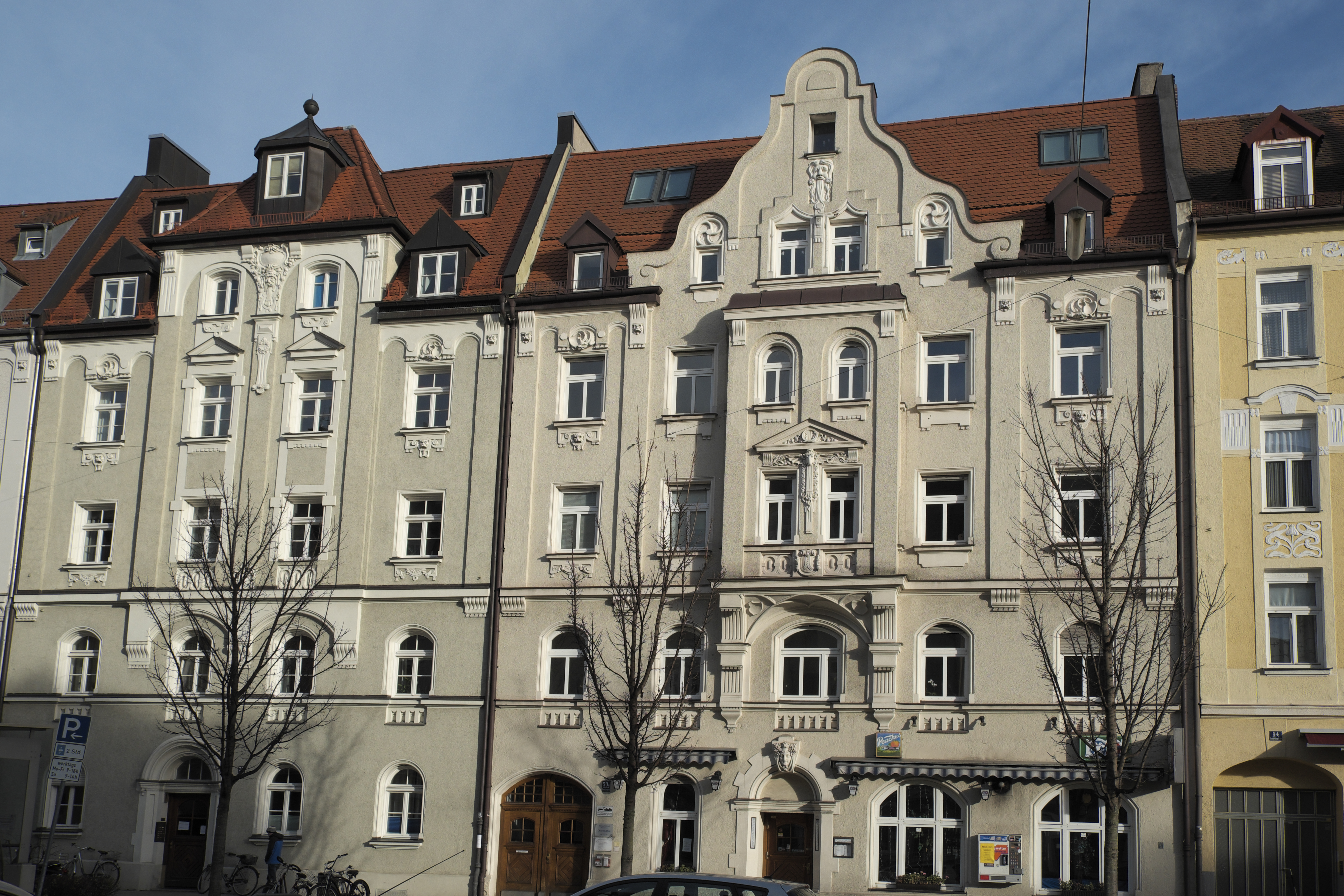
Haus Donnersbergerstraße 50 und 50a in München-Neuhausen

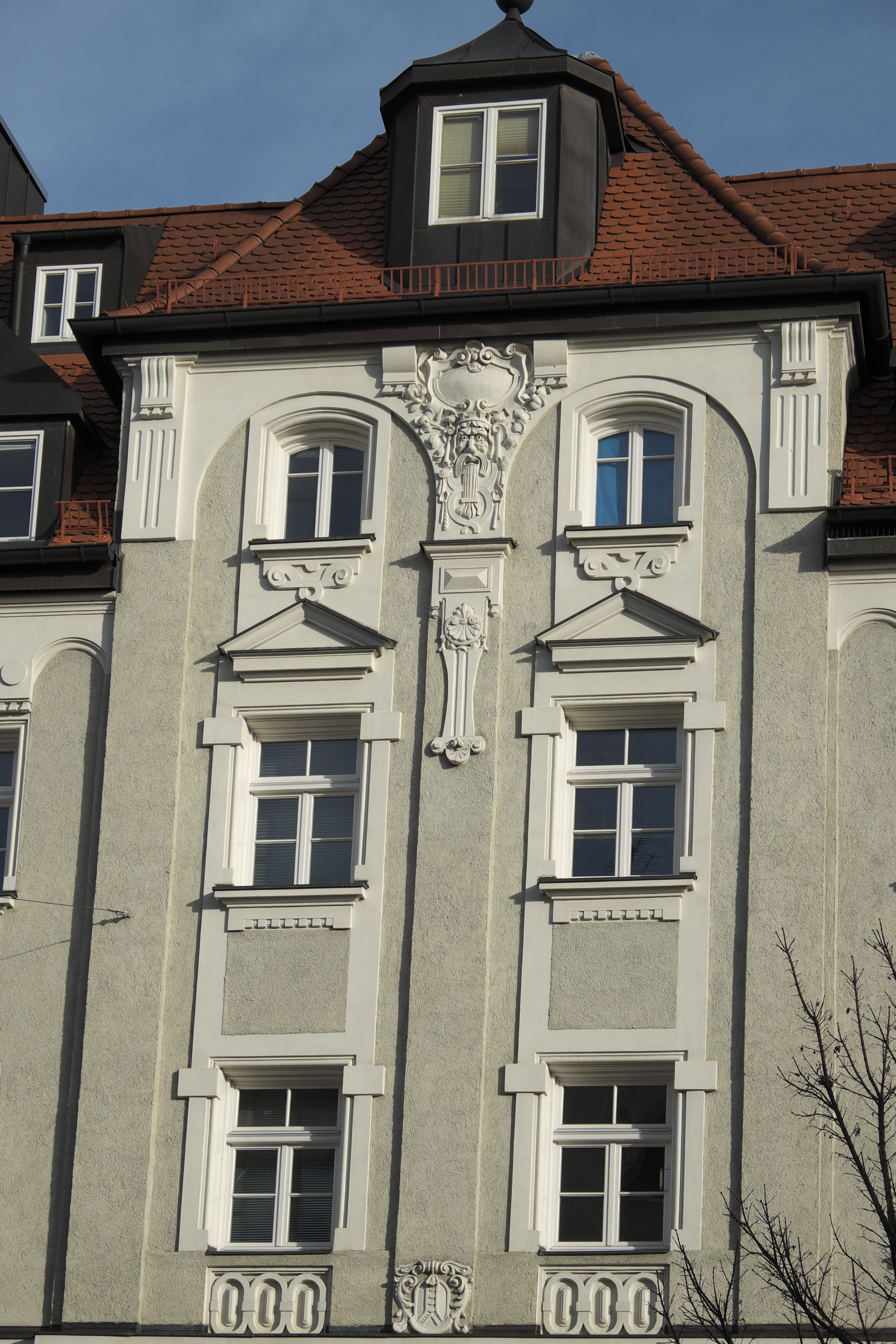
Fassadendekor

Das Haus Donnersbergerstraße 50 ist ein denkmalgeschütztes Mietshaus im Münchner Stadtteil Neuhausen.
Das Gebäude im Stil der „deutschen Renaissance“ mit Jugendstil-Einschlag wurde um 1900 errichtet. Es ist mit reichem Stuckdekor geschmückt. Das Haus an der Donnersbergerstraße bildet mit den Häusern Nr. 46, 48 und 50a eine Gruppe.